# Notturno (Schubert)
El Notturno en mi bemoll major, op. 148 (D. 897), també anomenat Adagio, és un nocturn per a trio per a piano de Franz Schubert. Fou completat durant la tardor de 1827.

## Descripció
Aquest substancial però poc acurada peça té algunes afinitats amb els moviments lents del Quintet de corda en do major D. 956, i el Trio per a piano núm. 1, D 898. Probablement és un moviment lent refusat d'aquest Trio per a piano núm. 1. Té la lentitud sublim del moviment central del quintet de la corda –en un enregistrant del Notturno, a càrrec del Beaux Arts Trio, l'harmonia inicial en la tonalitat de la tònica dura mig minut–, juntament amb un ús similar del pizzicato en diversos moments, i amb el mateix efecte paradoxal: els decoratius pizzicati de la melodia principal sembla que, més que alleugerir, realcin la tragèdia subjacent de la música.
La idea temàtica principal té una característica comuna a la majoria d'idees melòdiques més celebrades de Schubert, incloent-hi els segons temes tant del primer moviment del Quintet de corda en do major, com de la Simfonia núm. 8, 'Inacabada'.

## Estructura formal
El Notturno segueix una estructura de forma ternària (ABABA). El primer episodi està en la tonalitat napolitana, amb la supertònica major rebaixada (teòricament és un fa major, però està com a mi major). La idea melòdica principal de l'episodi són tres notes, amb figures rítmiques amb puntet, que dona un ambient marcial, com una marxa, malgrat la lentitud subjacent de la música que proporciona un contrast amb la secció inicial que no altera la unitat de l'obra.
El segon episodi repeteix el material del primer episodi, però en la tonalitat de la submediant major, do major.
Al final dels dos episodis, en la transició, apareix al material musical de l'inici. La primera d'aquestes transicions comença en fa major, la tonalitat en que ha acabat el primer episodi, i es desenvolupa mitjançant una sèrie de modulacions fins a arribar a la tonalitat principal, mi bemoll.
La segona transició és innecessària tonalment parlant, en el sentit que l'episodi abans ja havia arribat a la tònica, mi bemoll, amb una cadència emfàtica. Però Schubert disfressa aquest fet per dur a terme un altre cop d'efecte anant a fa major un altre cop, la tonalitat en que havia acabat el primer episodi. Schubert aprofita aquesta "excursió musical" com una oportunitat per fer progressions harmòniques més allunyades.
En la seva tercera aparició, la melodia inicial es presenta ornamentada amb trinats en el registre superior del piano.

## Ús en els mitjans de comunicació
El Notturno va ser utilitzat de manera intermitent com a música de fons en la sèrie de la BBC Radio 4 de The Portrait of a Lady (El retrat d'una Senyora) de Henry James, el juliol 2008. També en l'escena de final de la pel·lícula Shall We Kiss? (Fem un petó?), així com en alguns episodis de la tercera temporada de la sèrie televisiva americana Hannibal.